# Rio Marina
Rio Marina es una localidad italiana de la provincia de Livorno, región de Toscana, con 2.222 habitantes.

Ubicación de la ciudad de Río Marina dentro de la provincia de Livorno.

## Evolución demográfica
| Gráfica de evolución demográfica de Rio Marina entre 1861 y 2001 |
|                                                                  |
| Fuente ISTAT - Elaboración gráfica por parte de Wikipedia        |